# إيرا نورث
إيرا نورث (بالإنجليزية: Ira North)‏ هو موظف مدني أمريكي، ولد في 31 أغسطس 1922 في إثريدج في الولايات المتحدة، وتوفي في 15 يناير 1984 في ناشفيل في الولايات المتحدة.